# Hiệp Hòa
L'emperador Hiệp Hòa (1 de novembre de 1847, Huế – 30 de novembre de 1883) va ser el sisè emperador de la dinastia vietnamita Nguyễn. El 30 de juliol de 1883 va ser nomenat emperador i va ocupar aquest càrrec fins a la seua destitució el 29 de novembre de 1883. El seu nom de naixement era Nguyễn Phúc Hồng Dật com que no va tindre temps d'escollir un nom d'emperador se l'anomena pel seu sobrenom "Hiệp Hòa".

## Biografia
Hiệp Hòa va ser l'últim i únic fill que va sobreviure de Thiệu Trị, el tercer emperador de la dinastia Nguyễn, i germà de Tự Đức, el quart emperador del Vietnam. Prèviament portava el títol de "Văn Lãng Quận Công" (aproximadament: duc de Văn Lãng), va ser nomenat successor del seu nebot Dục Đức, que fou destituït després de tres dies al càrrec per tenir una conducta inapropiada.
Durant el seu mandat, el país va ser controlat per dos poderosos mandarins, els regents Tôn Thất Thuyết (1839–1913) i Nguyễn Văn Tường (1824–1886). Un controlava l'exèrcit mentre l'altre controlava la resta de mandarins. Tots dos van rebutjar Hiệp Hòa al tron.
L'agost del 1883, l'almirall francès Courbet va prendre la ciutat d'Huế i l'exèrcit vietnamita no va poder fer res al respecte, en conseqüència, Hiệp Hòa va signar el tractat d'Huế que convertia Vietnam en un protectorat de França. Molts mandarins, però sobretot Tôn Thất Thuyết, que ja havia enderrocat l'antecessor Dục Đức, es van indignar al respecte. Després que Thuyết es negara a inclinar-se davant de Hiệp Hòa, va témer per la seva vida i va demanar ajuda als colonitzadors francesos. Quan Thuyết es va assabentar d'això el 28 de novembre de 1883, el va fer detenir i el va acusar de robar part del tresor nacional, ignorar el consell dels seus assessors i conspirar amb els francesos; l'endemà va ser obligat a veure verí. Atès que el tercer regent, Trần Tiễn Thành, no va voler acceptar aquesta condemna, també va ser assassinat.
Aquest temps caòtic s'anomena popularment «tứ nguyệt tam vương» (quatre llunes, tres reis) en el Vietnam.
1. 1 2 3 4  Chapuis, Oscar. The last emperors of Vietnam : from Tu Duc to Bao Dai (en anglès).  Greenwood Press, p. 16-17. ISBN 978-0-313-31170-3. OCLC 231866735.
2. ↑   Nguyễn Phúc tộc Thế phả (en vietnamita).  Huế: Thuận Hóa Publishing House, 1995, p. 366.
3. ↑  Chapuis, Oscar. The last emperors of Vietnam : from Tu Duc to Bao Dai (en anglès).  Greenwood Press, p. 15. ISBN 978-0-313-31170-3. OCLC 231866735.
4. ↑  Corfield, Justin J. The history of Vietnam (en anglès).  Greenwood Press, 2008, p. 22–23. ISBN 978-0-313-34193-9. OCLC 182857138.